# Pericoma viduata
Pericoma viduata är en tvåvingeart som beskrevs av Tonnoir 1929. Pericoma viduata ingår i släktet Pericoma och familjen fjärilsmyggor. Inga underarter finns listade i Catalogue of Life.